# Kaasgrabenkirche

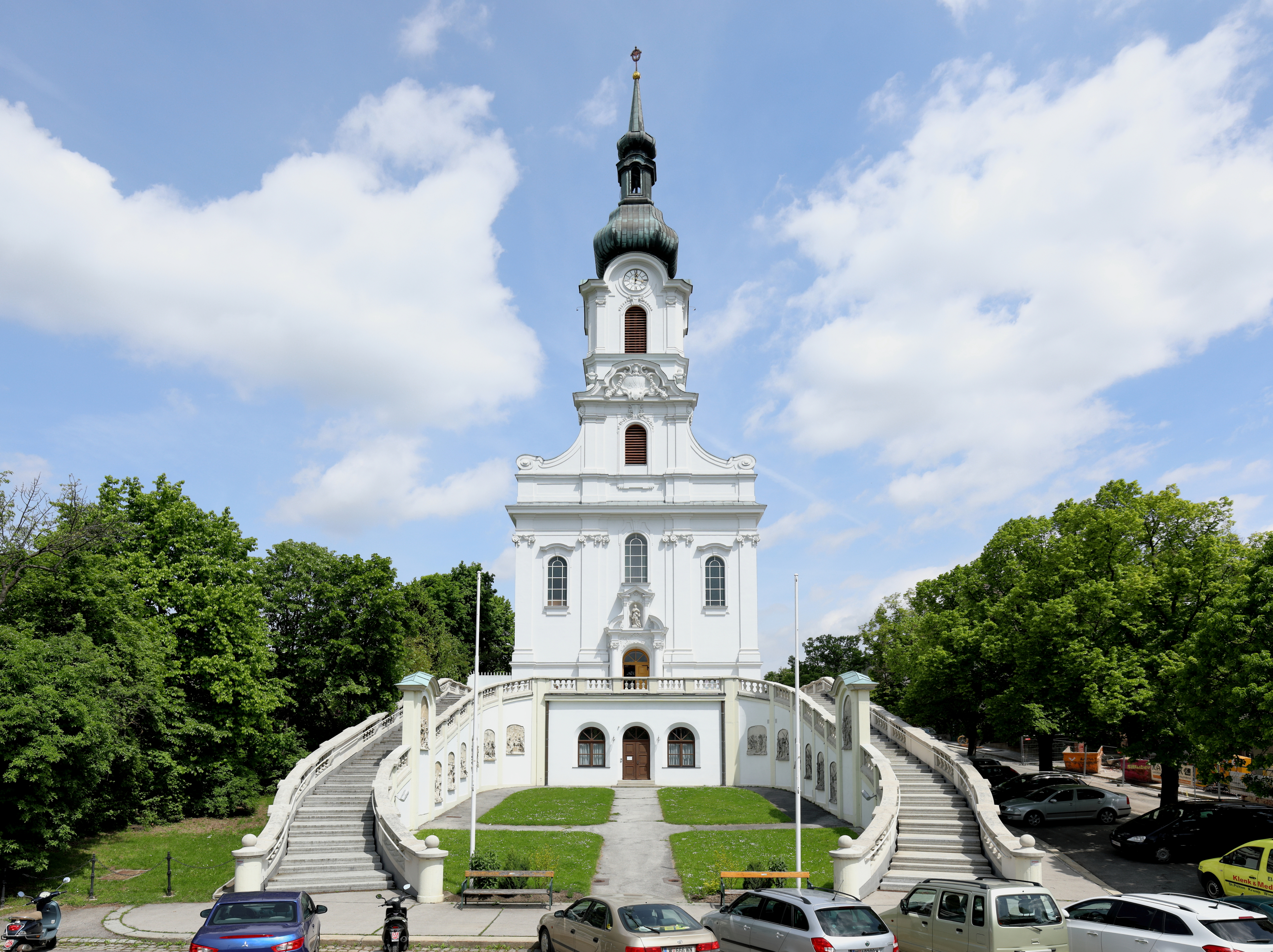
Kaasgrabenkirche

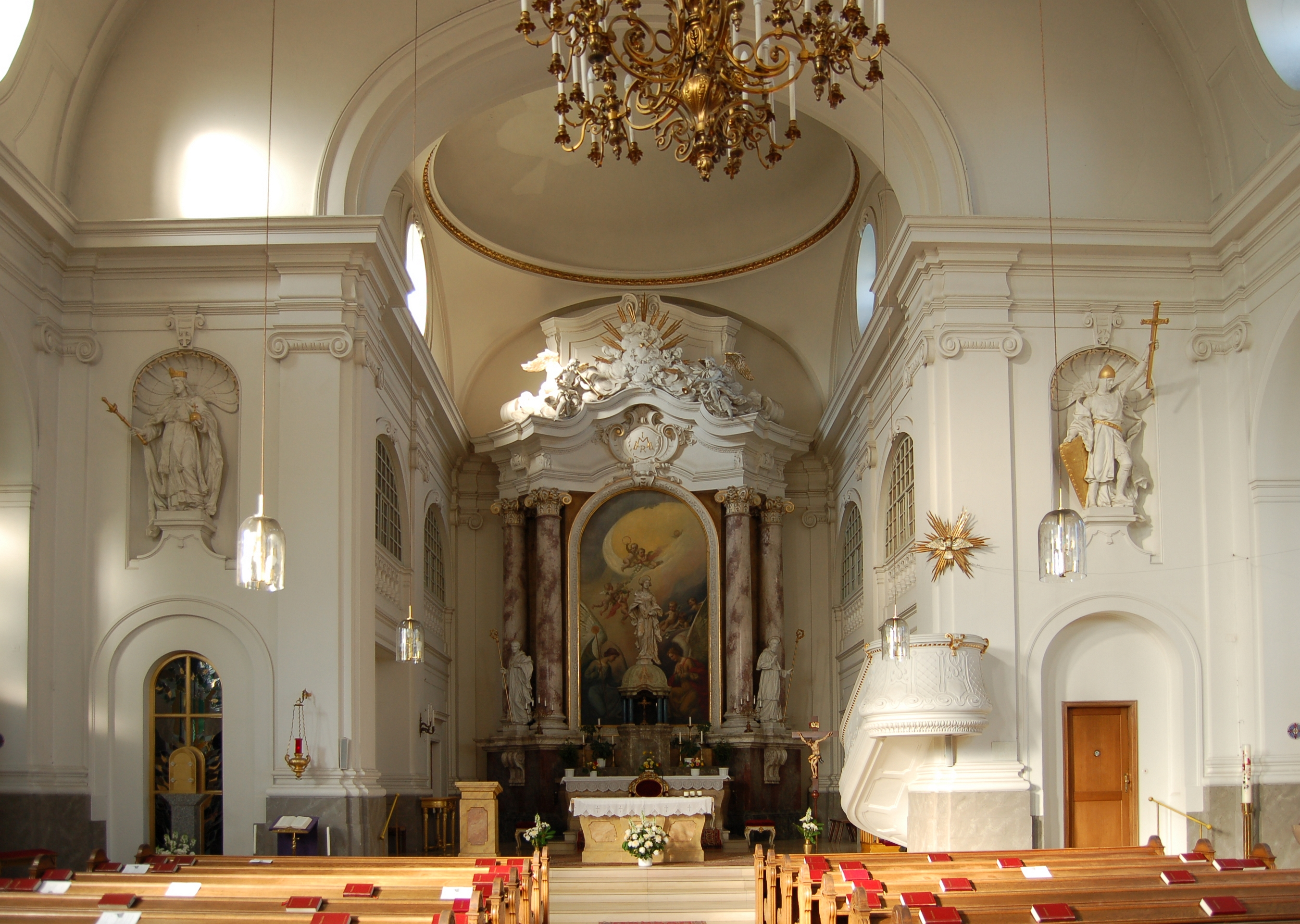
Blick zum Altar

Die Kaasgrabenkirche, offiziell Wallfahrtskirche Maria Schmerzen, ist eine römisch-katholische Filial- und Wallfahrtskirche im Stadtteil Grinzing des 19. Wiener Gemeindebezirks Döbling. Die Kirche wird seit 1903 vom Orden der Oblaten des hl. Franz von Sales betreut, seit 1939 stand sie im Rang einer Pfarrkirche. Seit 1985 befindet sich dort der Sitz zuerst des Provinzialats der Österreichisch-Süddeutschen Provinz, heute der Deutschsprachigen Provinz der Ordensgemeinschaft.
Den Namen Kaasgrabenkirche verdankt sie einem alten Flurnamen, der vermutlich auf eisen- und schwefelhaltiges Wasser (Mineralquellen) zurückgeht und dem Geruch und der Farbe nach ähnlich einem Käsewasser war. Um 1280 ist die Bezeichnung Chezwazzeresgraben, 1331 Cheswassergraben nachgewiesen.

## Geschichte
Um die Kaasgrabenkirche rankt sich die Legende, wonach während der Zweiten Wiener Türkenbelagerung 1683 eine junge Frau mit ihrem Kind auf der Suche nach Beeren von osmanische Soldaten aufgeschreckt worden sein und sich hinter einem Holunderbusch versteckt haben soll. Als die Soldaten den Fußspuren nachgingen, sahen sie im Busch die brütenden Schwalben und gingen davon aus, dass sich dahinter kein Mensch verbergen könnte. Daraufhin kehrten die Osmanen um und die Frau stiftete für die Hilfe Mariens einen Bildstock, die „Schwalbengottesmutter“, für den es jedoch keinen Nachweis gibt.
Das Grundstück der heutigen Kirche war im 19. Jahrhundert im Besitz des Großfuhrwerksbesitzers Kothbauer, dem Sandgruben im Kaasgraben gehörten. Er besaß auch ein Haus Zum kleinen Sperl in St. Ulrich (heute im 7. Bezirk Neubau), in dessen Hof eine fast lebensgroße, vielverehrte Pietà-Statue stand. Als das Haus Kothbauers abgerissen wurde, übertrug er diese Statue an den Standort der heutigen Kirche und erbaute entsprechend der Legende 1883 anlässlich der 200. Wiederkehr der wunderbaren Errettung darüber eine kleine Kapelle. Daneben betrieb Kothbauer einen Heurigen und es kamen bald Devotionalienhändler und Musikanten, die in der Gaststätte aufspielten. Kothbauer ließ letztlich auch Schaukeln und Schießbuden aufbauen, sodass die „Schwalbenkapelle“ bald berühmt wurde und als „Kapelle mit Heurigenschank“ galt. Auf Grund der Geschäftstüchtigkeit Kothbauers wird auch vermutet, dass er die Legende selbst erfand und dann durch Zeitungen verbreitete. Nachdem der Erfolg der „Heurigenkapelle“ so groß gewesen war, sahen viele der Grinzinger und Sieveringer Heurigenwirte ihr Geschäft bedroht. 1903 wurde deshalb der „fromme“ Betrieb geschlossen.
Daraufhin kaufte Stefan Esders, der Betreiber des Wiener Warenhauses Zur großen Fabrik (Mariahilfer Straße 18), das Grundstück und ließ die Kapelle abreißen. Auf benachbarten Grundstücken erbaute er eine Villa samt Park für seine Familie und spendete das Geld für die Erbauung einer richtigen Wallfahrtskirche. Diese wurde zwischen 1909 und 1910 auf dem Grundstück der Kapelle durch die Architekten Gustav Orglmeister und Franz Kupka erbaut. Am 26. April 1909 wurde der Grundstein gelegt und rund ein Jahr später, am 30. April 1910, weihte Weihbischof Godfried Marschall die Kirche. Erzherzog Ferdinand Karl von Österreich wohnte in Vertretung des Kaisers der Konsekration bei.
Am 1. Jänner 2016 wurde die Pfarre aufgelöst und das Gebiet der Pfarre Franz von Sales zugeschlagen. Seither ist die Kaasgrabenkirche eine Filialkirche der Pfarre Franz von Sales.

## Bauwerk
Die Kirche wurde von den Wiener Architekten Franz Kupka und Gustav Orglmeister im neubarocken Stil erbaut. Die hufeisenförmig ansteigenden Stiegenaufgänge tragen an der inneren Seite Steinreliefs, die einen Kreuzweg der Bildhauer Franz Abel und Paul Paintl zeigen; von denen auch die im Inneren der Kirche befindlichen Kreuzwegbilder stammen. Links neben dem Kircheneingang befindet sich das Porträt des Stifters Esders. Der helle Kirchenraum lenkt den Blick auf den Hochaltar mit der barocken Madonnafigur. Das Altarbild dahinter zeigt Maria verehrende Engel in einer Darstellung von Rudolf Fuchs. Rechts bzw. links des Altars befinden sich Statuen des heiligen Franz von Sales und des heiligen Bernhard. Zudem findet man über dem Eingang der Sakristei eine Statue des heiligen Königs Ludwig IX. und gegenüber die des heiligen Kaisers Heinrich II. Die drei letztgenannten waren die Namenspatrone der Brüder Esders.
Neben der originalen Einrichtung findet sich in der Kirche auch eine moderne Kapelle zum Gedenken an die vertriebenen Donauschwaben aus Jugoslawien und Ungarn. Weiters findet man an der Kirche auch eine Gedenktafel für den 1938 hier verhafteten Katholiken Hans Karl von Zessner-Spitzenberg, der nach wenigen Monaten im KZ Dachau starb.
In der von Hans Schwathe gestalteten Gruft mit dem lebensgroßen Marmorgrabmal „Auferstehung Christi“ wurde der Stifter Stefan Esders beigesetzt. Diese wurde ebenso wie die in der Krypta aufbewahrt gewesenen Votivgaben aus der alten Schwalbenkapelle bei einem Bombenangriff am 12. März 1945 zerstört.
Das angrenzende Klostergebäude war ab 1914 Heimstätte einer theologischen Lehranstalt der Kongregation und beherbergte bis zur Zerstörung 1945 auch ein Missionsmuseum.

## Orgel
Die erste Orgel stammte von der Orgelbauanstalt „Cäcilia“ und war zu Präsentationszwecken kurz im Salzburger Dom aufgestellt gewesen. Nach ihrem Aufbau in der Kaasgrabenkirche wurde sie am 28. September 1924 von Prälat Ferdinand Stanislaus Pawlikowski geweiht, gespielt dabei wurde das Instrument von Vinzenz Goller.
Die neue Orgel wurde 1995 von Orgelbauer Gerhard Hradetzky errichtet und verfügt über 2 Manuale und Pedal. 2003 wurde die Anzahl ihrer Register von 24 auf 28 erweitert.
Disposition (aktuell)
HAUPTWERK (2. Man.):
1. Portunalflöte 16'
2. Prinzipal 8'
3. Portun 8' *
4. Gamba 8' *
5. Octave 4'
6. Viola 4' *
7. Quinte 2 2/3'
8. Mixtur
9. Sesquialter
10. Oboe 8'

RÜCKPOSITIV (1. Man.):
11. Copula 8'
12. Prinzipal 4'
13. Flöte 4'
14. Flageolet 2'
15. Quint 1 1/3'
16. Mixtur 1'
17. Fagott 8' (B/D)

CONTINUOWERK (im Hauptgehäuse - zuschaltbar auf 1. Man.):
18. Gedeckt 8' *
19. Rohrflöte 4' *
20. Prinzipal 2' *
21. Zymbel *

PEDALWERK
22. Subbass 16'
23. Octavbass 8'
24. Gedecktbass 8'
25. Choralbass
26. Posaune 16'
27. Trompete 8'
* über einen Schwelltritt zu regulieren
Koppeln:
HW-Ped, RP-Ped (jeweils als Zug und Tritt)
RP-HW, HW-RP
Tremolo HW, Tremolo RP (jeweils als Zug und Tritt)

## Glocken
Der weithin sichtbare Turm birgt ein vierstimmiges Geläut. Die Glocken hängen an gekröpften Jochen, was die Klangentfaltung eindämmt.
| Nr. | Name            | Nominal | Gewicht | Gießerei                       | Gussjahr | Inschrift |
| --- | --------------- | ------- | ------- | ------------------------------ | -------- | --- |
| 1   | Dreifaltigkeit  | e'      | 1053 kg | Glockengießerei Pfundner, Wien | 1969     | CREDIMUS OMINA QUAE DOCET SANCTA MATER ECCLESIA + DIE PFARRE KAASGRABEN IN DANKBARKEIT ALLEN WOHLTÄTERN DES GOTTESHAUSES |
| 2   | Maria           | gis'    | 483 kg  | Glockengießerei Pfundner, Wien | 1969     | MATER DOLOROSA, INTERERECEDE PRO NOBIS + DAS RENOVIERUNGSKOMITEE DANKT DEM ERZBISCHOF VON WIEN, FRANZ KARDINAL KÖNIG     |
| 3   | Franz von Sales | h'      | 312 kg  | Glockengießerei Pfundner, Wien | 1969     | FRANCISKUS VON SALES, ORA PRO NOBIS + IN DANKBARKEIT DER KOOPERATION DES HEILIGEN FRANZ VON SALES                        |
| 4   | Michael         | cis''   | 233 kg  | Gießerei Berndorf              | 1921     | SANCT MICHAEL + ANGELUS DOMINI                                                                                           |